# Voll daneben, voll im Leben
Voll daneben, voll im Leben (Originaltitel Freaks and Geeks) ist eine kurzlebige Jugendserie aus den Jahren 1999 und 2000, die von den Problemen des Erwachsenwerdens einer Gruppe Jugendlicher an einer US-amerikanischen Highschool zu Beginn der 1980er-Jahre erzählt. Obwohl die Serie bei den Kritikern sehr gut ankam, führten die ständigen Änderungen des Sendeplans sowie die daraus resultierenden niedrigen Einschaltquoten dazu, dass die Serie nach achtzehn Folgen abgesetzt wurde.
Trotz alledem avancierte sich Voll daneben, voll im Leben zu einer Kultserie und wurde regelmäßig als einer der besten Serien genannt. Die Serie ist auch dafür bekannt, dass sie die Karrieren vieler junger Hauptdarsteller ins Rollen gebracht hat.

## Handlung
Die Handlung spielt im Jahr 1980. Im Zentrum des Geschehens stehen das Geschwisterpaar Lindsay und Sam Weir und ihre Rollenverteilung an der McKinley High School.
Die 16-jährige Lindsay bemüht sich darum, nicht mehr als Streberin abgestempelt zu werden und versucht, in den Kreis der Schulschwänzer und „Coolen“ zu gelangen (in der Serie als Freaks bezeichnet). Dies führt regelmäßig zu Konflikten mit ihrer streng religiösen Kindheitsfreundin Millie, die Lindsays Wandel nicht nachvollziehen kann und versucht, sie vor dem sicheren sozialen Abstieg zu bewahren.
Währenddessen muss sich der 14-jährige Sam mit dem Platz des Schulstrebers und Außenseiters begnügen (in der Serie als Geeks bezeichnet). Mit seinen beiden Freunden Neal und Bill ist er darum bemüht, von den anderen Schülern Anerkennung zu ernten und die Mitschülerinnen zu beeindrucken. Neal ist in Lindsay verliebt, muss sich aber im Laufe der Serie eingestehen, dass er bei der zwei Jahre älteren Schwester seines Freundes keine Chancen hat.

## Figuren

### Hauptcharaktere

#### Familie Weir

##### Lindsay Weir
Die 16-jährige Lindsay ist das älteste Kind der Weir-Geschwister. Zu Beginn ihrer Schulzeit auf dem High School war sie als brillante und nachdenkliche Schülerin bekannt und war eng mit Millie Kentner befreundet. Sie verfolgte ihre schulische Laufbahn mit Nachdruck und etablierte sich schnell als kluge und aufmerksame Schülerin. Ihre außergewöhnliche schulische Leistungen waren nicht zu übersehen und sie wurde zu besten des Matheclubs. Als ihre Großmutter stirbt, die sie für den aufrichtigsten und gütigsten Menschen hielt, den sie je gekannt hatte, beginnt Lindsay sich fremd zu fühlen und stellt die Religion, die Gesellschaft sowie den Sinn ihres Lebens in Frage, die ihr zuvor ein Gefühl von Sinn und Sicherheit gegeben hatten. Sie wurde zur Atheistin und beginnt mit den Freaks herumzuhängen, einer Gruppe von Schülern, die eher dazu neigen, die Schule zu schwänzen und eher ein rebellisches Leben führen. Das beunruhigt sowohl ihre Familie als auch ihre Freundin Millie. Trotz ihrer veränderten Lebenssituation bleibt sie eine intelligente und fürsorgliche Person. Sie stellt die Welt um sich herum immer wieder in Frage. Im Verlauf der Serie war sie für kurze Zeit mit Nick Andropolis zusammen.

##### Sam Weir
Der 14-jährige Sam ist der jüngere Bruder von Lindsay. Er ist kleiner und körperlich weniger entwickelt als viele seiner Altersgenossen und ist oft schüchtern und ängstlich, wenn er mit anderen Menschen als seinen beiden engsten Freunden und seiner Familie zu tun hat. Ähnlich wie seine Schwester, hat er einen ausgeprägten Sinn für Moral und Anstand. Mit seinen beiden Kumpels – Bill Haverchuck und Neal Schweiber – teilt er viele Interessen: Sie lieben die Komödien von Bill Murray und Steve Martin sowie Fernsehsendungen wie Saturday Night Live, sie diskutieren über verschiedene Science-Fiction-Universen und spielen Dungeons & Dragons. Diese Interessen in Verbindung mit Schwierigkeiten sozialer Interaktionen mit anderen Schülern haben dazu geführt, dass Sam und seine Freunde als Geeks (dt. Streber) abgestempelt werden. Er kämpft ständig darum, nicht als Geek angesehen, sondern von den beliebten Schülern respektiert zu werden. Er versucht seine alte Persönlichkeit loszuwerden und seinen Schulschwarm Cindy Sanders zu beeindrucken. Sam und seine Freunde werden oft von anderen Schülern wie Alan White und seinen Freunden, Karen Scarfolli und eine Zeit lang auch Kim Kelly schikaniert.

##### Harold Weir
Als Familienoberhaupt ist Harold in seiner Rolle als dominante Person in der Familie meist streng und ernst, aber er ist auch ein liebevoller Vater, der sich aber um das Wohl seiner Kinder kümmert. Obwohl Harold eine strenge Erziehung führt, hat er einen guten Sinn für Humor und tut alles, dass seine Familie glücklich ist. Harold ist Stolz auf beide Kinder: auf Lindsay wegen ihrer Intelligenz und Reife und auf Sam wegen seiner Freundlichkeit und moralischen Einstellung. Harold betreibt in der Stadt ein Sportgeschäft namens A1 Sporting Goods Store, aber er macht sich Sorgen über die möglichen Auswirkungen von Megastores, die seinen Sportgeschäft in Gefahr bringen könnten. Harolds größte Sorge ist allerdings Lindsay, da sie sich mit den Freaks trifft, für die er eine tiefe Abneigung empfindet. Später nimmt er jedoch Nick, einen der Freaks, unter seine Fittiche, nachdem Nick aus seinem Haus geworfen wurde. Harold ermutigt ihn, Schlagzeug zu üben. Die Situation mit Nick und seinem Vater erinnert Harold an die schwierige Beziehung, die er zu seinem Vater hatte, weshalb er Nick unter die Arme griff. Es gibt auch Andeutungen, dass Harold von seinem eigenen Vater körperlich missbraucht wurde.

##### Jean Weir
Jean ist als Hausfrau tätig, die ihre eigenen Bedürfnisse zum Wohle der Familie oft außer Acht lässt. Für ihre Familie breitet sie die Mahlzeiten zu und sorgt sich für das Wohlergehen ihrer Kinder. Für ihre Kinder steht sie immer mit Rat und Tat zur Seite, auch wenn sie die Probleme ihrer Kinder manchmal gar nicht wahrnimmt oder selig von der Realität entfernt scheint. Für ihre Bemühungen, der Familie alles recht zu machen, erhält sie ihrerseits selten Anerkennung. Jean ist eine freundliche und großzügige Mutter, die immer bereit ist, ihre Familie zu helfen und sie zu unterstützen. Auch wenn sie nicht immer zufrieden ist, ist Jean immer gut und großzügig zu allen und liebt nichts mehr als ihre Familie. Obwohl sie sich auch Sorgen um Lindsays neuen Freunde macht, ist sie ihnen gegenüber tolerant und mitfühlend. Insbesondere erlaubt sie Kim Kelly zum Abendessen zu bleiben, wenn offensichtlich ist, dass Kim aufgrund von Beziehungsproblemen und einem schwierigen Familienleben emotional verzweifelt ist.

#### DieFreaks

##### Nick Andropolis
Nick ist freundlich und zuvorkommend, er agiert als Gegenpol zu seinen etwas chaotischen Freunden. Nick raucht häufig Marihuana und war früher Basketballspieler, wurde aber wegen Drogenbesitzes aus dem Team entlassen. Nick hegt eine Leidenschaft für Musik und interessiert sich für das Schlagzeug spielen. Sein Vater, ein strenger Militärangehöriger, hat Vorbehalte gegenüber Nicks leidenschaftliche Hingabe zur Musik. Denn Nick vernachlässigt dabei in der Regel die Schularbeiten und bringt seinen Vater schließlich dazu, einfach das gesamte Schlagzeug zu verkaufen. Nick neigt außerdem dazu, seine Freundinnen mit zu viel Zuneigung zu ersticken, was Lindsay Weir während ihrer kurzen Beziehung nervend feststellt.

##### Daniel Desario
Daniel gilt als Anführer der Freaks, er ist charismatisch und cool zugleich. An der High School ist er vor allem für zwei Dinge bekannt: Er hängt meistens mit seiner Freundin Kim Kelly zusammen und er schwänzt die Schule. Er agiert auch ein wenig egoistisch und manipulativ, hilft aber seinen Freunden. Daniel verschweigt die Tatsache, dass er 18 Jahre alt ist und zweimal die Klasse wiederholt hat. Seine rebellische und anarchistische Sicht auf die Gesellschaft bringt ihn oft in Schwierigkeiten. Obwohl er Selbstvertrauen ausstrahlt und sich gegenüber seinen schulischen Leistungen gleichgültig verhält, ist er insgeheim verunsichert und glaubt nicht, dass er intelligent genug ist, um erfolgreich zu sein. Daniel hat einen älteren Bruder, der drogenabhängig ist. Daniel kümmert sich um seinen kranken Vater. Seine Mutter ist mit der Lebenssituation überfordert und sie glaubt nicht, dass es Daniel weit bringen wird – ihr würde es nichts ausmachen, wenn er die Schule ganz abbräche und einen Mindestlohnjob annehmen würde, um der Familie Geld nach Hause zu bringen.

##### Kim Kelly
Kim ist die Freundin von Daniel Desario. Sie ist ein taffes Mädchen, das schnell aufbrausend wird und bei den anderen Schülern den Ruf hat, Sex zu haben und Drogen zu nehmen und sehr jähzornig zu sein. Sie streitet sich regelmäßig mit ihrem Freund Daniel und beschuldigt ihn der Untreue, sodass die Beziehung der beiden immer wieder in die Brüche geht. Trotz ihrer Beziehungsprobleme zeigt sich jedoch im Laufe der Serie, dass die beiden sehr eng miteinander verbunden sind. Zu Beginn der Serie hasst sie Lindsay und ließ sie nur ungern in ihre Gruppe. Während Lindsay aus wohlhabenderen Verhältnissen stammt, stammen Kim und Daniel aus armen Verhältnissen. Kim hält Lindsay für eine Angeberin und nicht vertrauenswürdig. Im Laufe der Serie entwickelt sich jedoch eine starke Freundschaft zwischen den beiden, die von Loyalität und Empathie füreinander geprägt ist. Am Ende der Serie sind Kim und Lindsay beste Freundinnen und verbringen die meiste Zeit ihrer Freizeit miteinander. Kims Mutter missbilligt die Lebensentscheidung und die schulische Leistungen ihrer Tochter und zu ihrem analphabetischen Stiefvater hat sie auch keine besonders gute Beziehung. Mit beiden hat sie des Öfteren Streit. Abgesehen von ihren Eltern lebt auch ihr Bruder Chip im baufälligen Haus, der die meiste Zeit auf der Couch im Wohnzimmer schläft. Kim behauptet, er habe einen Hirnschaden, weil er von der Polizei mit einem Knüppel auf den Kopf geschlagen wurde.

##### Ken Miller
Ken Miller ist schlagfertig, sarkastisch und macht auf Kosten anderer einen bissigen Witz. Er ist seit der Grundschule mit Daniel Desario befreundet und entwickelt später eine Beziehung mit Amy Andrews. Er ist sehr stur und schreckt vor keinem Streit zurück. In den späteren Episoden der Serie zeigt sich seine weiche Seite, vor allem in seiner Beziehung mit seiner Freundin Amy, die ihm in Sachen Witz in nichts nachsteht. Ken hat wohlhabende Eltern und wurde von einem Kindermädchen aufgezogen. Nach dem High School bestehe seine Plan darin, das Geschäft seines Vaters zu erben, wenn dieser stirbt. Das Geschäft möchte er mit großem Gewinn verkaufen und sich auf Hawaii zur Ruhe zu setzen.

#### DieGeeks

##### Bill Haverchuck
Bill ist für sein Alter sehr groß gewachsen, hat einen dünnen Körperbau und trägt eine große Brille. Bill ist bescheiden und sanftmütig, mit einem Sinn für Humor. Gelegentlich macht er scharfsinnige Beobachtungen über andere Personen, meist im Gespräch mit seinen beiden Freunden. Bill ist ein großer Fan der Fernsehserie Dallas. Er lebt bei seiner alleinerziehenden Mutter Gloria Haverchuck. Er ist extrem allergisch gegen Erdnüsse und musste aufgrund eines Streiches von Alan White sogar ins Krankenhaus eingeliefert werden, der in Bills Sandwich einige Erdnüsse versteckt hatte. Der Grund für seine schweren gesundheitlichen Probleme sei der Drogen- und Alkoholkonsum seiner Mutter, während sie mit Bill schwanger war.

##### Neal Schweiber
Neal sieht sich als Komikgenie und Frauenheld. Im Gegensatz zu seinen Freunden Sam und Bill, ist Neal in der Regel sehr offen und will oft im Mittelpunkt stehen. Er hat eine reichliche Menge an Selbstvertrauen und Charisma, was ihm jedoch nicht mehr Respekt oder Ansehen einbringt als seinen beiden Kumpels. Neal verdrängt ein wenig die Tatsache, dass er genauso ein Geek ist wie seine Kumpels. Er ist in Sams Schwester Lindsay verknallt und reagiert bestürzt, als sein älterer Bruder Barry sie küsst. Sein Vater ist Zahnarzt und seine Mutter Hausfrau. Seine Familie lebt in ziemlich wohlhabenden Verhältnissen. Zu Beginn der Serie hielten Sam und Bill Neals Vater für „cool“, da er die gleichen Sendungen wie sie guckt und den gleichen Sinn für Humor wie sie hat. Ihre Meinung über ihn – und die von Neal – änderte sich jedoch, als sie herausfanden, dass er eine Affäre mit einer Frau pflegt.

### Nebencharaktere

#### Weitere Familienmitglieder

##### Mr. Andopolis
Er ist der alleinerziehende Vater von Nick; sein Vorname ist nicht bekannt. Er lebt mit seinem Sohn zusammen in einem Haus. Als Militärangehöriger ist er sehr streng, führt ein striktes Leben und agiert ohne jegliches Einfühlungsvermögen. Er führt keine richtigen Gespräche, sondern erteilt seinem Sohn eher Befehle zu, wodurch die Beziehung zu seinem Sohn sehr angespannt ist. Er will, dass sein Sohn zum Militär geht, was Nick wiederum strikt ablehnt. Er mag die musikalischen Ambitionen seines Sohnes nicht, was ihm dazu veranlasst, den Schlagzeug seines Sohnes zu verkaufen.

##### Gloria Haverchuck
Gloria ist die alleinerziehende Mutter von Bill. Sie arbeitet als Kellnerin, zuvor hatte sie als Tänzerin gearbeitet. Sie kümmert sich sehr um ihren Sohn und arbeitet hart, um ihm ein gutes Leben zu ermöglichen. Im Laufe der Serie beginnt sie eine Beziehung mit Ben Fredricks, dem Sportlehrer ihres Sohnes.

##### Chip Kelly
Chip ist der Bruder von Kim. Er gilt als alkoholabhängig, hat zwielichtige Freunde und seine Tage bestehen darin, hauptsächlich auf dem Sofa zu schlafen. Er wurde von der Polizei so schwer am Kopf verletzt, dass er seitdem unter Hydrocephalus („Wasser im Gehirn“) leidet.

##### Cookie Kelly
Cookie Kelly ist die Mutter von Kim und Chip, die mit einem anderen Mann verheiratet ist. Sie hat eine tiefe Abneigung gegenüber die Freaks und sie streitet sich regelmäßig mit ihrer Tochter.

##### Barry Schweiber
Barry ist Neals älterer Bruder und besucht das College in Wisconsin. Er wird von Neal sehr bewundert und scheint von den anderen Geeks sehr beliebt zu sein. Er behauptet, in der High School ein größerer Geek als Neal gewesen zu sein. Seitdem er auf dem College ist, hat er seinen Lebensstil geändert und ist selbstsicherer geworden. Lindsay Weir fühlt sich zu ihm hingezogen und küsst ihn bei der Familien-Party der Schweibers – zum Entsetzen von Neal.

##### Dr. Vic Schweiber
Als Zahnarzt und Vater von Neal wird Vic zunächst von den Geeks geschätzt, da er ihren Sinn für Humor teilt und dieselben Lieblingssendungen hat. Allerdings finden sie heraus, dass er seine Frau betrügt, was seinen Sohn sehr erschüttert; die Beziehung zwischen Neal und seinem Vater zerbricht daraufhin.

##### Lydia Schweiber
Lydia Schweiber ist die Mutter von Neal und Barry sowie mit Vic Schweiber verheiratet. Sie weiß von den zahlreichen Affären ihres Mannes und beide planen die Scheidung, sobald Neal seine Volljährigkeit erreicht hat und aus dem Haus ausziehen wird.

#### Schüler

##### Amy Andrews
Amy wird auch als das „Tuba-Mädchen“ (engl. „Tuba Girl“) genannt, da sie in der Marching Band der McKinley High School spielt. Sie gehört zum erweiterten Freundeskreis von Lindsay Weir. Amy hat einen beißenden und sarkastischen Humor, was Ken Miller sofort anziehend findet. Ken und Amy beginnen sich zu verabreden. Sie erzählt Ken schließlich, dass sie als intersexuelle Frau geboren wurde – ihre Eltern entschieden, dass sie als Mädchen aufwachsen soll. Ken reagiert schockiert und fühlt sich zunächst sehr unwohl, was zu einem Zerwürfnis zwischen den beiden führt. Nach einem kurzen Gespräch mit Lindsays Bruder sagt Ken später zu Amy, dass ihm seine Zweifel leidtun und ihre Intersexualität nicht störend ist. Sie versöhnen sich und führen am Ende der Serie immer noch eine Beziehung.

##### Vicki Appleby
Vicki ist die autoritäre Anführerin der Cheerleadergruppe. Meistens wirkt sie cholerisch und ungeduldig. In seltenen Momenten zeigt Vicki ihre nette Seite und Mitgefühl gegenüber anderen Schülern. Sie hat zunächst eine tiefe Abneigung gegenüber den Geeks und gibt sich grundsätzlich nur mit anderen Cheerleadern und Sportlern ab. Sie gesteht dieses Verhalten ein, als Bill Haverchuck sie darauf anspricht und sie ein ernsthaftes Gespräch führen. Erst als sie und Bill beim Flaschendrehen zu einem „Sieben Minuten im Himmel“ (ein Kuss-Partyspiel für Jugendliche) gezwungen werden, wo beide sich in einem Schrank aufhalten müssen, beginnen sie ein Gespräch zu führen und offenbaren dabei, dass sie Gefühle füreinander haben – sie küssen sich im Schrank.

##### Gordon Crisp
Gordon ist ein Freund der Geeks, was er am Anfang der Serie noch nicht war. Obwohl er stark übergewichtig ist und unter chronischem Schwitzen leidet, sieht er die Dinge dennoch optimistisch und besitzt generell ein positives Gemüt. Gordon hat immer etwas Positives zu sagen, selbst in den negativsten oder peinlichsten Situationen. Außerdem ist er sich seines Übergewichts bewusst. Gordon mag – wie auch die Geeks – das Science-Fiction-Genre und beweist eine hohe Intelligenz. Zu Beginn der Serie wurde er zu Sam Weirs Laborpartner ernannt. Sam gesteht Gordon, dass er nicht sein Laborpartner sein wollte, sondern lieber mit Cindy Sanders zusammenarbeiten wollte. Dieser scheint nicht überrascht zu sein und beginnt, Sam einige sehr nützliche Ratschläge bezüglich Cindy zu geben. Später nimmt er mit den Geeks am Medien AG teil, spielt mit ihnen das Brettspiel Dungeons & Dragons und besucht mit ihnen eine Science-Fiction-Convention.

##### Eli
Eli ist ein Schüler mit einer geistigen Behinderung, der von einigen Schülern schikaniert wird. Er besucht den Förderunterricht der High School, da er Sprachprobleme hat, nur schwer lernen kann und mit Reizüberflutung zu kämpfen hat. Eli ist der Meinung, dass die Sitcom Herzbube mit zwei Damen die größte Serie aller Zeiten ist.

##### Herbert
Er engagiert sich in der Schule als das Maskottchen der McKinley Vikings. Nachdem er sich versehentlich den rechten Arm gebrochen hatte, als er während einer Aufführung vom Rücken der Cheerleader fiel, wurde er vorübergehend durch Sam Weir ersetzt.

##### Millie Ketner
Millie Kentner ist Lindsay Weirs kauzige und streng religiöse Freundin. Sie ist eine überzeugte Christin und verzichtet auf Alkohol und Rauchen. Sie kommentiert oft Lindsays verändertes Verhalten und befürchtet, dass die Freaks sie in die Irre führen. Trotzdem bleibt Millie Lindsay gegenüber loyal. Sie respektiert Lindsays Entscheidungen und ist immer bereit, ihr zu helfen, obwohl sie bedauert, dass ihre Freundschaft nicht mehr so ist wie früher. Am Anfang der Serien kämpft Millie darum, Lindsay auf dem rechten Weg zu halten. Sie kümmert sich oft um sie, so zum Beispiel bei der Hausparty, um sicherzugehen, dass niemand in Gefahr ist. Sie hilft auch beim Babysitten, wenn Lindsay zu high von Marihuana war. Oft hat Millie Mitleid mit Lindsay, weil sie ihren Glauben verloren hat. Millie hatte einen Hund namens Goliath, der nachts von einem Auto überfahren wurde – am Steuer saß Kim Kelly, neben ihr Lindsay als Beifahrerin. Zunächst dachten Kim und Lindsay, sie hätten versehentlich einen Eichhörnchen überfahren; am nächsten Tag erfahren sie aber von Millie, dass ihr Hund bei einem Unfall mit Fahrerflucht direkt vor Millies Haus getötet worden ist. Millie überdenkt daraufhin ihr Leben. Kim freundet sich aus Mitleid mit Millie an. In den Tagen darauf ändert Millie ihre Einstellung und lehnt sich gegen ihre Eltern auf, sie brüllt ihre Mutter an. Kim und Lindsay beginnen, sich Sorgen um Millie zu machen. Erst als Millie kurz davor war, ihr erstes Bier zu trinken, gibt Kim zu, dass sie Goliath überfahren hat. Lindsay und Millie versichern sich gegenseitig, dass sie Freunde bleiben werden.

##### Sara
Sara liebt die Disco-Musik und ist seit der 6. Klasse in Nick Andopolis verknallt. Gegen Ende der Serie geht sie mit ihm aus und führt ihn in die Welt der Disco ein. Die Freaks sind darüber schockiert, da Nick in regelmäßigen Abständen seinen Hass gegenüber der Disco-Musik zum Ausdruck brachte. Sara ist unsicher über ihre Beziehung, da sie glaubt, dass er immer noch Gefühle für Lindsay hegt. Doch Nick versichert ihr, dass er in Lindsay nicht mehr verliebt sei – obwohl es ersichtlich ist, dass er immer noch Gefühle für Lindsay hat. Nick und Sara sind am Ende der Serie immer noch zusammen, doch Nick selbst scheint damit unzufrieden zu sein.

##### Cindy Sanders
Cindy ist eine beliebte Cheerleaderin, in die Sam Weir sehr verliebt ist. Cindy und Sam sind die meiste Zeit der Serie befreundet. Sam versucht viele verschiedene Dinge, um Cindys Aufmerksamkeit und Liebe zu gewinnen, aber alles, was er tut, führt nur dazu, dass ihre Freundschaft stärker wird. Cindy beginnt sich mit Todd Schellinger, einem beliebten Basketballspieler der High School, zu verabreden. Doch die Beziehung verläuft nicht gut und Sam ist oft Cindys Ansprechpartner, um ihren Frust über Todd loszuwerden. Nach ihrer Trennung sagt sie zu Bill, dass sie sich in Sam verliebt hat. Nach ein paar Dates ist Sam allerdings klar geworden, dass er Cindy langweilig, oberflächlich, egoistisch und unhöflich findet. Ihre politischen Überzeugungen gegenüber der Republikanischen Partei nervt ihm – Sam ist nicht besonders politisch, aber er mag die Kaltherzigkeit und den Snobismus nicht, die in Cindys konservativen Ansichten zum Ausdruck kommen. In der vorletzten Folge der Serie beschließt er, dass sie keine Beziehung führen sollten, was Cindy sehr verärgert.

##### Todd Schellinger
Todd Schellinger ist ein beliebter Basketballspieler der High School und wird in der Serie als der typische Jock dargestellt. Todd ist mit Cindy befreundet und wird als eine leicht mysteriöse Figur eingeführt. Zunächst sieht man ihn nur aus der Ferne. Erst als Sam das Maskottchen wird, erkennt man Todd vollständig – während er sich mit Cindy küsst. Später in der Folge zeigt sich Todd als netter Schüler, der sich mit Sam unterhält, als wären sie Freunde. Nachdem Todd und Cindy sich getrennt haben und Cindy und Sam zwischenzeitlich zusammen sind, zeigt Todd, dass er ein guter Mensch ist, als er Cindy unverblümt zum Ausdruck bringt, dass er gegen Sam nicht kämpfen will, weil er ihn mag.

##### Sean
Sean gehört zum erweiterten Freundeskreis der Freaks. Er spielt zusammen mit Daniel Desario, Daniel Desario und Ken Miller in einer Band namens Creation; er spielt E-Bass. Sean arbeitet in einem Fast-Food-Restaurant, wo er seinen Freunden in der Regel kostenloses Essen ausgibt, sofern sie ein Getränk kaufen. Sean scheint unter den Schülern beliebt zu sein, da er mit verschiedenen Cliquen abhängt.

##### Maureen Sampson
Maureen ist zusammen mit ihrer Familie von Florida nach Michigan gezogen und wechselt an die McKinley High School. Maureen freundet sich schnell mit den Geeks an. Die Geeks mögen Maureen und haben sich in sie verknallt, denn sie sieht gut aus, ist nett, sympathisch und verbringt gerne Zeit mit ihnen. Im weiteren Verlauf der Serie versuchen die Geeks Maureen davon abzuhalten, dass sie sich der Cheerleaderin Vicki Appleby unterhält, da sie befürchten, Maureen zu verlieren und sie sich den anderen Cheerleadern anschließen wird. Ihr Versuch schlug fehl, Maureen freundet sich mit der Cheerleader-Clique an, aber Maureen will weiterhin mit den Geeks befreundet bleiben und mit ihnen abhängen. Als Bill Haverchuck wegen einer schweren Erdnussallergie ins Koma fällt, zeigt sie Mitgefühl und sorgt sich um Bills Gesundheit.

##### Harris Trinsky
Harris ein ruhiger und kluger Schüler, der den anderen Schülern gute Ratschläge gibt. Er besitzt eine Fülle von Weisheiten für nahezu allen erdenklichen Lebenssituationen. Er erteilt den Geeks – und gelegentlich auch den Freaks – hilfreiche Lebenslektionen. Er ist voller Weisheit und akzeptiert jeden so, wie er ist, und denkt oft das Beste von ihnen, sogar von den Freaks. Er erklärt den Geeks, wie sie sich gegen Alan White zur Wehr setzen können und gibt ihnen Ratschläge für den Umgang mit Mädchen. Daniel Desario hilft er seine Unsicherheiten abzulegen und das Leben mit einer gewissen Selbstsicherheit zu führen. Harris wird oft mit einem Dungeons-&-Dragons-Buch gesehen und ist auch der sogenannte Dungeon Master, wenn er zusammen mit den Geeks – sowie Gordon Crisp und an einem Abend auch Daniel – Dungeons & Dragons spielt und das Spiel leitet. Harris hat eine Freundin namens Judith, von der er oft spricht, aber nur einmal zu sehen ist. Harris hat einen trockenen Humor und ist sarkastisch, was er sich dessen durchaus bewusst ist.

##### Alan White
Alan tyrannisiert die Geeks über die komplette Serie hinweg. Der Grund dafür wird im Laufe der Serie enthüllt, nachdem er Bill Haverchuck bei einem schief gelaufenen Streich fast umgebracht hat: Er mag insgeheim Science Fiction und Comics, wurde aber in der 5. Klasse von den Freaks zurückgewiesen, als er sich mit ihnen anfreunden wollte. Das verletzte Alans Gefühle so sehr, dass er seitdem Rache gegenüber den Freaks schwor. Bill, der im Koma nun den wahren Grund erfahren hat, fragt Alan, ob er zusammen mit den Geeks eine Science-Fiction-Convention besuchen möchte, um George Takei zu treffen. Alan ist sichtlich irritiert und wechselt das Thema, indem er sich bei Bill entschuldigt. Alan, der nun die Möglichkeit bekommt, sich mit den Greeks anzufreunden, zögert und entscheidet sich gegen sie und eine Mitfahrt zur Convention.

#### Schulpersonal

##### Benjamin „Ben“ Fredericks
Ben ist Sportlehrer und Gesundheitspädagoge. Obwohl er gegenüber den Geeks schroff ist, kann er auch freundlich und hilfsbereits sein. Im späteren Verlauf der Serie stellt sich heraus, dass er eine Beziehung mit Gloria Haverchuck – Bills Mutter – führt. Ben tut alles dafür, um Bills Akzeptanz zu gewinnen. Er merkt aber, dass es nicht leicht ist.

##### Frank Kowchevski
Frank gilt als unbeliebter Mathematiklehrer und Trainer des Matheclubs der High School. Er hegt große Antipathien gegenüber den Freaks – insbesondere Daniel Desario. Frank diente im Vietnamkrieg und war besonders unzufrieden mit den Soldaten, die herumalberten. Seiner Meinung nach waren das die Männer, „die einen umbringen“. Aus diesem Grund hasst er Schüler wie Daniel, den er zu gerne von der Schule verweisen will.

##### Hector LaCovara
Hector ist Biologielehrer und gilt bei den Schülern als verrückt sowie exzentrisch.

##### Jeffrey „Jeff“ Theodore Rosso
Jeff ist der Beratungs- und Vertrauenslehrer der Schule. Seine Versuche, gegenüber den Schülern cool und hip zu wirken, lassen ihn oft das Gegenteil erscheinen. Nichtsdestotrotz kümmert er sich aufrichtig um die Schüler, erkennt oft ihre Probleme und gibt ihnen aufmunternde Ratschläge. Er spricht auch über seine Vergangenheit als Kriegsgegner, als er an der University of California, Berkeley studierte. Jeff war Teil der Hippie-Bewegung der 1960er Jahre und gehörte der Organisation „For a Better Tomorrow“ an, die vom Geheimdienst als gefährlich eingestuft wurde. Er gibt schließlich einem unglücklichen Agenten des Secret-Service Ratschläge für seine berufliche Zukunft. Jeff ist außerdem der Leadsänger der fiktiven Band „Feedback“, sehr zur Überraschung der Freaks.

##### Miss Foote
Miss Foote ist Sozialkunde- und Geschichtslehrerin und die Lieblingslehrerin von Bill Haverchuck. Sie hat Pollenallergie, macht sich aber über Bills Erdnussallergie lustig. Sie entschuldigt bei Bill, dass sie ihn vor den anderen Schülern gedemütigt hat; Bill nimmt ihre Entschuldigung an.

## Besetzung und Synchronisation
Die deutsche Synchronisation entstand nach einem Synchronbuch und unter der Dialogregie von Sven Hasper durch die Synchronfirma Interopa Film in Berlin.
| Rolle               | Schauspieler         | Hauptrolle (Episoden)                            | Nebenrolle (Episoden)                              | Synchronsprecher     |
| Hauptdarsteller     | Hauptdarsteller      | Hauptdarsteller                                  | Hauptdarsteller                                    | Hauptdarsteller      |
| ------------------- | -------------------- | ------------------------------------------------ | -------------------------------------------------- | -------------------- |
| Lindsay Weir        | Linda Cardellini     | 1.01–1.18                                        |                                                    | Dascha Lehmann       |
| Sam Weir            | John Francis Daley   | 1.01–1.18                                        |                                                    | Hannes Maurer        |
| Daniel Desario      | James Franco         | 1.01–1.18                                        |                                                    | Kim Hasper           |
| Neal Schweiber      | Samm Levine          | 1.01–1.18                                        |                                                    |                      |
| Ken Miller          | Seth Rogen           | 1.01–1.03, 1.05–1.06, 1.08, 1.10–1.13, 1.15–1.18 |                                                    | Dennis Schmidt-Foß   |
| Nick Andopolis      | Jason Segel          | 1.01–1.18                                        |                                                    | Julien Haggége       |
| Bill Haverchuck     | Martin Starr         | 1.01–1.18                                        |                                                    |                      |
| Jean Weir           | Becky Ann Baker      | 1.01–1.18                                        |                                                    | Rita Engelmann       |
| Harold Weir         | Joe Flaherty         | 1.01–1.18                                        |                                                    | Norbert Gescher      |
| Kim Kelly           | Busy Philipps        | 1.01–1.12, 1.14–1.18                             |                                                    | Bianca Krahl         |
| Nebendarsteller     |                      |                                                  |                                                    |                      |
| Mr. Kowchevski      | Steve Bannos         |                                                  | 1.1–1.2, 1.4–1.6, 1.8, 1.11, 1.13–1.15, 1.17–1.18  | Klaus-Dieter Klebsch |
| Jeff Rosso          | Dave Allen           |                                                  | 1.1–1.3, 1.5, 1.7–1.8, 1.11, 1.13, 1.15, 1.17–1.18 | Detlef Bierstedt     |
| Mr. Lacovara        | Trace Beaulieu       |                                                  | 1.7–1.8, 1.15–1.18                                 |                      |
| Millie Kentner      | Sarah Hagan          |                                                  | 1.1–1.8, 1.11, 1.13, 1.14                          |                      |
| Gordon Crisp        | Jerry Messing        |                                                  | 1.4, 1.6–1.8, 1.10–1.11, 1.13–1.14 1.16–1.18       |                      |
| Harris Trinsky      | Stephen Lee Sheppard |                                                  | 1.1–1.3, 1.5–1.7, 1.11, 1.16–1.18                  |                      |
| Cindy Sanders       | Natasha Melnick      |                                                  | 1.1–1.2, 1.5–1.9, 1.11, 1.16–1.17                  |                      |
| Alan White          | Chauncey Leopardi    |                                                  | 1.1, 1.3, 1.5–1.7, 1.10–1.11, 1.13–1.14            | Sebastian Schulz     |
| Coach Ben Frederiks | Thomas F. Wilson     |                                                  | 1.1, 1.5–1.6, 1.9–1.10, 1.14                       | Stefan Fredrich      |
| Mark                | Mark Allan Staubach  |                                                  | 1.1–1.2, 1.6, 1.8, 1.13, 1.14                      | Florian Schramm      |
| Vicki Appleby       | Joanna García        |                                                  | 1.7, 1.9, 1.13, 1.16–1.17                          | Julia Ziffer         |
| Sean                | Shaun Weiss          |                                                  | 1.1–1.2, 1.5–1.6, 1.16                             | Tobias Müller        |
| Sara                | Riley Smith          |                                                  | 1.8–1.9, 1.11, 1.16–1.17                           |                      |
| Sara                | Lizzy Caplan         |                                                  | 1.1–1.2, 1.5, 1.18                                 |                      |
| Maureen Sampson     | Kayla Ewell          |                                                  | 1.7, 1.13, 1.16                                    |                      |
| Eli                 | Ben Foster           |                                                  | 1.1, 1.7                                           | Fabian Hollwitz      |

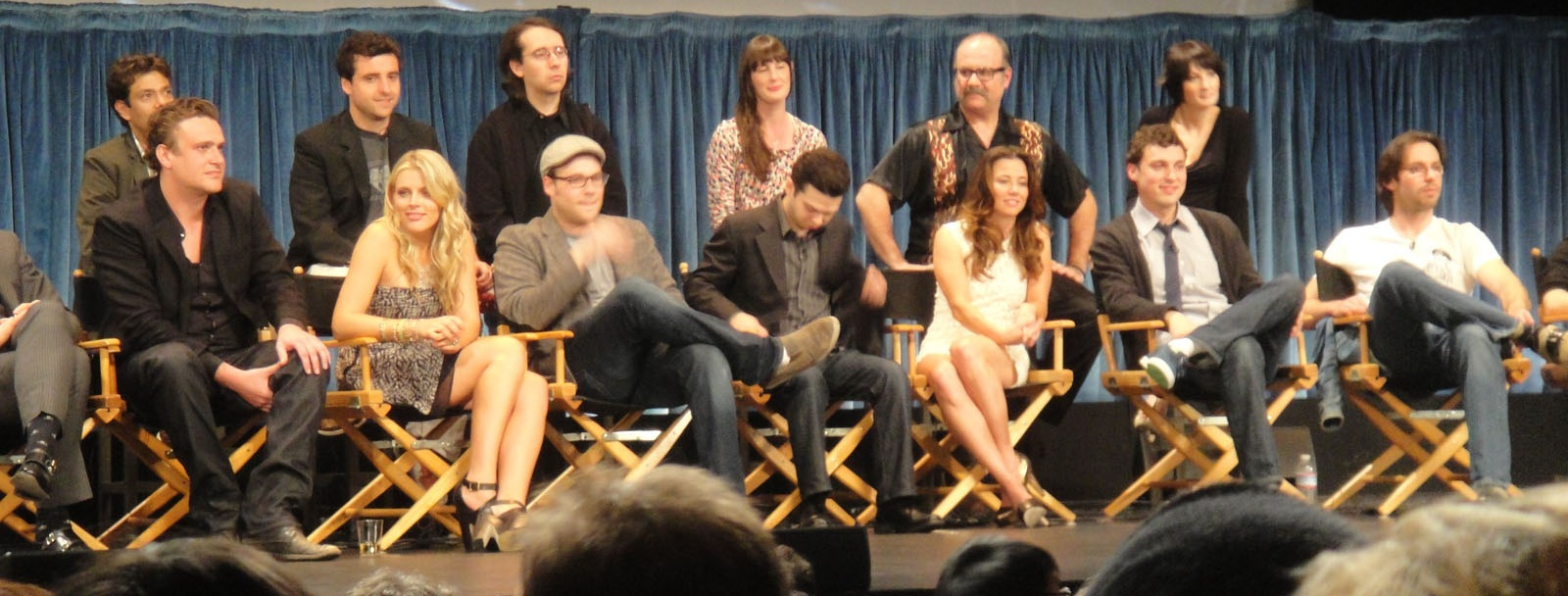
Hauptdarsteller von links nach rechts: Jason Segel, Busy Philipps, Seth Rogen, Samm Levine, Linda Cardellini, John Francis Daley und Martin Starr, im Jahr 2011

Außerdem hatten die folgenden prominenten Darsteller Gastauftritte:
- Kevin Corrigan als Toby, Millies Cousin
- Leslie Mann als Miss Foote, Bills Lehrerin
- Shia LaBeouf als Herbert, das Schulmaskottchen
- David Krumholtz als Barry Schweiber, Neals Bruder
- Jason Schwartzman als Howie Gelfand
- Allen Covert als Greasy Clerk
- Clement Blake als Carl, Dannys Kumpel
- Omri Katz als Brad
- Rashida Jones als Karen Scarfolli
- David Koechner als Kellner
- Ben Stiller als Security des Präsidenten Agent Meara

Mehrere der Drehbuchautoren traten in der Serie auf. Mike White spielte Kim Kellys Bruder, er hatte seinen ersten Auftritt in der vierten Folge Beziehungskisten. Paul Feig, Gabe Sachs und der Komponist der Serie, Michael Andrews, erscheinen ohne namentliche Nennung (Uncredited) als Mitglieder der fiktiven Band „Dimension“ in der sechsten Folge Solo für Sam.
Die Produzenten der Serie waren gegen einen Stunt-Casting (öffentlichkeitswirksamener Cameo-Auftritt). So lehnten sie beispielsweise den Vorschlag des Senders ab, die weltberühmte Popsängerin Britney Spears in einer Folge als Kellnerin auftreten zu lassen; sie waren der Meinung, dass solche Auftritte dem Realismus der Sendung abträglich wären.

## Hintergründe

### Drehbuch und Produktion
Das Drehbuch für die Pilotfolge wurde von Paul Feig als Entwurf geschrieben. Feig gab das Drehbuch an den Produzenten Judd Apatow weiter, der es an das Produktionsstudio DreamWorks verkaufte, wo Apatow unter Vertrag stand. DreamWorks wiederum verkaufte die Serie weiter an den Sender NBC und für den Dreh der Pilotepisode grünes Licht gab. Bevor sie gedreht wurde, schrieb Feig auf Geheiß von Apatow eine zweite Episode. Dieses zweite Drehbuch zeigte er Apatow und dem Regisseur der Pilotepisode, Jake Kasdan. Sie schlugen ihm vor, beide Drehbücher – je eine Episode – zu einer besseren Pilotepisode zu vereinen. Zu den wichtigsten Ergänzungen gehören die Einführung von Kim Kelly und Lindsays Erinnerung an den Tod ihrer Großmutter.

### Ausstrahlung

#### Vereinigte Staaten
Aufgrund der geringen Einschaltquoten setzte der Sender NBC die Serie nach der Ausstrahlung von nur zwölf Folgen im März 2000 ab; die restlichen sechs bereits gedrehten Episoden wurden erst im Juli sowie im September und Oktober des Jahres von NBC sowie dem Kabelkanal Fox Family Channel nachträglich gesendet.

#### Deutschland, Österreich und die Schweiz
In deutscher Sprache wurde die Serie erstmals am 9. Februar 2002 auf dem österreichischen Sender ORF eins im Mittagsprogramm ausgestrahlt. Die Serie sollte zunächst am 2. Februar 2002 beim ORF ausgestrahlt werden, wegen der Live-Übertragung des Alpinen Skiweltcups in St. Moritz (Männer) und Åre (Frauen) wurde die Erstausstrahlung der Serie um eine Woche nach hinten verlegt. Bei SRF zwei fand vom 4. Oktober 2003 an auch ihre Ausstrahlung in der deutschsprachigen Schweiz, die Serie wurde zunächst in den Nächten von Freitag auf Samstag gegen 02:30 Uhr ausgestrahlt. In den späteren Wiederholungen wurde die Serie vormittags (von 2005 bis 2007) sowie nachmittags (2008) ausgestrahlt. In Deutschland selbst war diese deutsche Fassung vom 6. Oktober 2005 an im Ersten Deutschen Fernsehen zu sehen. Allerdings wurde die Sendung in den Nächten von Mittwoch auf Donnerstag gegen 02:40 Uhr ausgestrahlt.

## Episodenliste
| Nr. | Deutscher Titel                 | Originaltitel                           | Erstausstrahlung USA | Deutschsprachige Erstausstrahlung (ORF 1) | Regie               | Drehbuch                                                            |
| --- | ------------------------------- | --------------------------------------- | -------------------- | ----------------------------------------- | ------------------- | ------------------------------------------------------------------- |
| 1 | Die neue Clique                 | Pilot                                   | 25. Sep. 1999        | 9. Feb. 2002                              | Jake Kasdan         | Paul Feig                                                           |
| Lindsay Weir war bis dahin eine perfekte und begabte Schülerin der McKinley High School. Doch nach dem Tod ihrer Großmutter beginnt sie an zu rebellieren. Von nun trägt sie einen alten Parka ihres Vaters und weigert sich bei Schulwettkämpfen teilzunehmen. Auf Einladung von Daniel Desario beginnt sie nun bei den Freaks abzuhängen, was bei einigen aus der Gruppe nicht auf Gegenliebe stößt. Ihre Zugehörigkeit zu den Freaks bereitet Lindsays Familie und ihrer besten Freundin Millie sowie dem unkonventionellen Vertrauenslehrer Jeff Rosso Sorgen. Lindsay zeigt ihre gute Seite, indem sie Eli verteidigt, der von anderen Schülern gehänselt wird, und ihn zum Ball einlädt und später mit ihm tanzt. Unterdessen hängt Lindsays jüngerer Bruder Sam mit seinen Freunden Bill Haverchuck und Neil Schweiber ab – den sogenannten Geeks. Doch die Geeks werden ständig von Alan White schikaniert und eingeschüchtert. Sam versucht sich zu behaupten und stellt sich seiner Angst, indem er Alan mit seinen Freunde angreifen will. Zudem lädt er die Cheerleaderin Cindy Sanders zum Schulball ein, in die er verliebt ist. |                                 |                                         |                      |                                           |                     |                                                                     |
| 2 | Drogenfreie Zone                | Beers and Weirs                         | 2. Okt. 1999         | 16. Feb. 2002                             | Jake Kasdan         | J. Elvis Weinstein & Judd Apatow                                    |
| Die Eltern von Lindsay und Sam machen einen Wochenendausflug und lassen ihre Kinder allein zu Hause zurück. Die Freaks schlagen Lindsay vor, eine Hausparty zu veranstalten. Lindsay stimmt zögernd zu, in der Hoffnung, Daniel zu erobern, der sich kurz zuvor von seiner Freundin Kim getrennt hat. Lindsay bittet ihrem Bruder, ihren Eltern nichts davon zu erzählen. Er stimmt zu. Nach einer Schulveranstaltung über Alkoholmissbrauch hat er allerdings Zweifel, auf der Party Bier auszuschenken. Als Sam seine Zweifel gegenüber seine Freunde Neal und Bill äußert, schlägt Bill vor, das echte Bierfass gegen ein alkoholfreies Bierfass auszutauschen. Trotz des alkoholfreien Bieres glauben die Jugendlichen, dass sie auf der Party betrunken sind. Lindsay hat auf der Party schon bald das Nachsehen, als sie sieht, dass Daniel und Kim wieder zusammen sind. Als Neal, der in Sams Schwester verliebt ist, Lindsays Verzweiflung bemerkt, tröstet er sie und ruft die Polizei an, indem er sich als älteren Mann aus der Nachbarschaft ausgibt, der sich über den Lärm beschwert. Kurz danach wird die Party aufgelöst und die Gäste ergreifen die Flucht. |                                 |                                         |                      |                                           |                     |                                                                     |
| 3 | Halloween – Der totale Horror   | Tricks and Treats                       | 30. Okt. 1999        | 23. Feb. 2002                             | Bryan Gordon        | Paul Feig                                                           |
| Halloween steht vor der Tür und Sam überredet seine Freunde, mit ihm zum letzten Mal um die Häuser zu ziehen und Süßigkeiten zu sammeln (trick or treat). Die Nachbarschaft reagiert peinlich bestürzt auf die Kostüme von Sam und seinen Freunden. Der Halloween wird für sie noch unangenehmer, als Alan White einen Streit anzettelt. Lindsay erklärt sich bereit, zu Hause zu bleiben und ihrer Mutter beim Verteilen der Süßigkeiten zu helfen. Als sie jedoch eine Einladung von den Freaks erhält, mit ihnen durch die Stadt zu fahren, lässt sie ihre Mutter stehen, um mit ihnen abzuhängen. Gemeinsam vandalieren sie in der Nachbarschaft, bis Lindsay es versehentlich zu weit treibt und Sam mit Eiern bewirft. Für Sam ist der Tag gelaufen und beschließt nach Hause zu gehen, Lindsay will sich bei ihm entschuldigen. Lindsay entscheidet sich nun doch, zusammen mit ihrer Mutter die Süßigkeiten an die Kinder zu verteilen, die an ihrer Haustür klingeln. |                                 |                                         |                      |                                           |                     |                                                                     |
| 4 | Beziehungskisten                | Kim Kelly Is My Friend                  | 5. Sep. 2000         | 16. März 2002                             | Lesli Linka Glatter | Mike White                                                          |
| Da Sam keinen Tag ohne die Schikanen der anderen Schüler – insbesondere von Karen Scarfolli – überstehen kann, beschließt er, sich nicht mehr alles gefallen zu lassen. Kim hat es satt, von ihren Eltern schikaniert zu werden. Sie lädt Lindsay zum Essen bei ihrer Familie ein, um ihrer Familie zu beweisen, dass sie sich auch mit netten Menschen trifft, aber es verläuft nicht wie geplant und es kommt zu einem heftigen Streit. Nachdem Lindsay nun sieht, in was für einem ausbeuterischen Elternhaus Kim lebt, fliehen die beiden mit dem Auto. Nach einer langen fahrt sehen sie, wie Daniel mit ihrer Freundin Karen flirtet, was Kim so sehr verärgert, dass sie die beiden fast überfährt. Lindsay schlägt vor, dass Kim vorübergehend bei ihrer Familie wohnen darf, was von Lindsays Eltern argwöhnisch akzeptiert wird. Es steht den Weirs ein langer Abend bevor. Daniel steht vor dem Haus der Weirs und möchte mit Kim sprechen, Kim verweigert Daniels Wunsch und flüchtet ins Sams Zimmer. Kim versichert Sam, dass sie mit Karen nicht mehr befreundet ist. Daniel und Kim versöhnen sich später in der Küche der Weirs. |                                 |                                         |                      |                                           |                     |                                                                     |
| 5 | Die nackte Wahrheit             | Tests and Breasts                       | 6. Nov. 1999         | 30. März 2002                             | Ken Kwapis          | Bob Nickman                                                         |
| Nachdem Sam im Sexualkundeunterricht von seinem Lehrer Ben Fredericks vorgeführt wurde, weil er nichts von der Thematik weiß, interessiert er sich mehr für Sex und das weibliche Geschlecht. Daniel versucht, Sam zu helfen, indem er ihm einen pornografischen Film ausleiht, was seine Verwirrung jedoch nur noch vergrößert. Schließlich schaltet sich sein Lehrer Fredericks ein und hilft ihm, Sex besser zu verstehen – einschließlich eines anzüglichen Witzes, den er in der Schulkantine aufgeschnappt hat. Daniel wird von Herrn Kowchevski damit bedroht, dass er die Klasse wiederholen muss, wenn er die Matheprüfung nicht besteht. Lindsay bietet Daniel an, ihm beim Lernen zu helfen. Daniel bevorzugt lieber bei der Prüfung zu schummeln, was Lindsay zunächst ablehnt. Nach einem vergeblichen Versuch, Herrn Kowchevski um einen Aufschub für die Prüfung zu bitten, beschließt sie aus Wut, Daniel – der die Matheprüfung zuvor gestohlen hat – beim Schummeln zu helfen. Als der Mathematiklehrer die fehlerfreie Prüfung von Daniel sieht, beginnt er zu zweifeln. Für die beiden Schüler läuft nicht alles nach Plan, und sie müssen lügen. Lindsay und Daniel werden vor einen Disziplinarausschuss, bestehend aus Herrn Rosso und Herrn Kowchevski, geladen. Daniels Betrug wird nachgewiesen, indem er aufgefordert wird, lediglich die erste Prüfungsaufgabe zu wiederholen. Daniel hält ein leidenschaftliches Plädoyer darüber, dass er in die Kategorie der Versager gesteckt wurde. Daraufhin folgt ein Lachanfall von Lindsay sowie ein Streit zwischen dem Lehrer und Lindsays Eltern. |                                 |                                         |                      |                                           |                     |                                                                     |
| 6 | Solo für Sam                    | I’m with the Band                       | 13. Nov. 1999        | 6. Apr. 2002                              | Judd Apatow         | Gabe Sachs & Jeff Judah                                             |
| Nick wünscht sich, dass die Rockband, die er mit Daniel, Ken und Sean gegründet hat, in naher Zukunft durchstartet. Sein Vater möchte ihn nämlich zum Militär schicken, das Gespräch zwischen den beiden endet mit einem Streit. Lindsay versucht zunächst Abhilfe zu schaffen, indem sie die Band beipflichtet, mehr zu üben. Allerdings führt es zur Auflösung der Band. Lindsay verschafft Nick daraufhin einen Casting bei der Band „Dimension“ – die Band sucht nach einem neuen Schlagzeuger. Das Casting geht kläglich schief, und Nick findet sich mit der Tatsache ab, dass sein Schlagzeugspiel ihn nicht vor dem Eintritt in die Armee bewahren wird. Lindsay und Nick küssen sich und beginnen eine Beziehung. Währenddessen gibt es in der High School eine neue Regel, dass alle Schüler nach dem Sportunterricht duschen müssen. Weit davon entfernt, stolz auf ihre Körper zu sein, versuchen die Geeks sich dieser Vorgabe zu entziehen. Während Bill und Neal irgendwann beschließen, doch noch duschen zu gehen, meidet Sam die Dusche um jeden Preis. Als Sam jedoch beschließt, die Dusche zu benutzen, schmeißt Alan White ihn ohne Kleidung aus der Umkleidekabine raus und sperrt ihn aus. Sam, der sich nun unfreiwillig nackt im Schulgebäude aufhält, flitzt vor lauter Panik durch die ganzen Schule. Von vielen Schülern wird er für diese unfreiwillige Aktion gefeiert. |                                 |                                         |                      |                                           |                     |                                                                     |
| 7 | Feedback von Mr. Rosso          | Carded and Discarded                    | 10. Jan. 2000        | 13. Apr. 2002                             | Judd Apatow         | Judd Apatow & Paul Feig                                             |
| Sam, Neal und Bill freunden sich mit der neuen Schülerin Maureen Sampson an, die gerade aus Florida zur McKinley High School gewechselt ist. Als die beliebten Schüler Interesse an ihr zeigen, haben die Geeks Angst, dass Maureen ihnen den Rücken kehren wird. Die Geeks beschließen mit ihr was unternehmen und führen sie zu einem All-you-can-eat-Essen aus, um sie nicht zu verlieren. Lindsay und die Freaks kaufen sich gefälschte Ausweise, um den Auftritt der Band „Feedback“ in einer örtlichen Bar zu sehen und wollen dort alkoholische Getränke zu sich nehmen. Als sie am Abend in die Bar gehen, stellt die Gruppe überraschend fest, das Jeff Rosso der Leadsänger ist. |                                 |                                         |                      |                                           |                     |                                                                     |
| 8 | Liebe und andere Katastrophen   | Girlfriends and Boyfriends              | 17. Jan. 2000        | 20. Apr. 2002                             | Lesli Linka Glatter | Patty Lin & Paul Feig                                               |
| Nick macht Lindsay immer offensivere Annäherungsversuche, von denen die meisten dazu führen, dass sie sich eher irritiert als angetan fühlt. Lindsay nimmt wahr, dass jeder – sogar ihre Eltern – davon ausgeht, dass sie mit Nick Sex haben wird, obwohl sie selbst nicht weiß, was sie will. Letztendlich will Nick nur mit ihr kuscheln, was Lindsay noch mehr irritiert. Zwischen Sam und Bill kommt es indes zu Spannungen, als Bill mit Cindy als Laborpartner zusammengebracht wird. Sam bekommt wiederum Gordon Crisp als Laborpartner zugeteilt, mit dem er sich im Laufe der Folge anfreundet. Sam kann mehr Zeit mit Cindy verbringen, indem er sich ihr im Jahrbuchclub anschließt. Beide kommen sich näher. Cindy gesteht ihm allerdings, dass sie in Todd Schellinger verknallt ist – sie bedankt sich bei Sam für seine Freundschaft. Sam steht ihr auch dann noch bei, als Todd sie schließlich um ein Date bittet. |                                 |                                         |                      |                                           |                     |                                                                     |
| 9 | Das Schulmaskottchen            | We’ve Got Spirit                        | 24. Jan. 2000        | 27. Apr. 2002                             | Danny Leiner        | Mike White                                                          |
| Sam wird das neue Maskottchen des High-School-Basketballteams, nachdem sich das bisherige Schüler, Herbert, den Arm gebrochen hat. Sam hat die Hoffnung dadurch näher an Cindy zu kommen. Doch anstatt ihr Herz zu gewinnen, ist er zunehmend frustriert über ihren offensichtlichen Wunsch, nur Freunde zu sein sowie ihre Schwärmerei für den Star des Basketballteams, Todd Schellinger. Schließlich ist er so genervt von der Situation, dass er Neal erlaubt, während eines Basketballspiels das Maskottchen zu sein, obwohl Neal viel mehr daran interessiert ist, Lacher zu ernten, als die Befehle der Cheerleaderin Vicki zu befolgen. Lindsay versucht herauszufinden, wie sie am besten mit Nick Schluss machen kann; sie vertraut sich ihrer Mutter an, die Nick versehentlich die Nachricht überbringt. Die Freaks interessieren sich unterdessen plötzlich für Sport und Zusammenhalt in der Schule, nachdem sie mit einer Sportler-Clique der rivalisierenden McKinley High School, der Lincoln High, zusammenstoßen; schlagartig zählen die Freaks zu den größten Fans der High-School-Basketballmannschaft. |                                 |                                         |                      |                                           |                     |                                                                     |
| 10 | Das Tagebuch                    | The Diary                               | 10. Jan. 2000        | 4. Mai 2002                               | Ken Olin            | Teleplay: Rebecca Kirshner Handlung: Judd Apatow & Rebecca Kirshner |
| Bill hat es satt, bei Baseballspielen im Sportunterricht immer als Letzter ausgewählt zu werden und auf die falsche Position gesetzt zu werden. Er wird ständig von Herrn Fredericks vor seinen Klassenkameraden blamiert und ist überzeugt, dass er ein großartiger Sportler sein könnte, wenn man ihm nur eine Chance geben würde. Anstatt Herrn Fredricks direkt mit diesem Dilemma zu konfrontieren, macht Bill zwei Telefonstreiche, von denen einer ausschließlich aus Beleidigungen besteht. Herrn Fredericks ist zwar über die Telefonstreiche verärgert, hört sich aber Bills Bedenken an und gibt ihm eine Chance im Sportunterricht zu glänzen, indem er ihn zum Kapitän des nächsten Baseballspiels ernennt. Die Geeks fühlen sich zum ersten Mal akzeptiert. Unterdessen befürchten Lindsays Eltern, dass ihre neuen Freunde einen negativen Einfluss auf sie haben. Die Eltern laden Kims Mutter zum Essen ein, um mehr von Kim zu erfahren. Während Kims Mutter sich als die Heilige darstellt, erfahren sie, welche schlimmen Dinge Kim getan hat, weil ihre Mutter das Tagebuch ihrer Tochter liest. Lindsays Eltern entscheiden daraufhin, dass ihre Tochter sich nicht mehr mit Kim treffen darf. Wenig später beschließen sie, Lindsays Tagebuch zu lesen. Als sie das tun, stürzt das, was sie lesen, ihre Ehe in eine Krise: Lindsay hält ihre Eltern für langweilige, vorhersehbare Roboter. |                                 |                                         |                      |                                           |                     |                                                                     |
| 11 | Von Zahlen und anderen Qualen   | Looks and Books                         | 7. Feb. 2000         | 11. Mai 2002                              | Ken Kwapis          | Paul Feig                                                           |
| Nachdem Lindsay das Auto ihrer Eltern zu Schrott gefahren hat, bekommt sie von ihren Eltern auf unbestimmte Zeit Hausarrest und sie verbieten ihr jeglichen Kontakt mit den Freaks. Lindsay ist davon sichtlich erschrocken, hält sich aber daran und trägt eine andere Kleidung; mit den Freaks will sie nichts zu tun haben. Sie trifft sich wieder mit ihren alten Freunden aus dem Matheclub, darunter auch Millie Kentner. Dabei schließt sie sich wieder dem Matheclub an und bringt ihre ehrgeizige Seite zum Vorschein, wodurch sie die Freaks beeindruckt. Lindsay gewinnt ohne Fehler ein Mathematikwettbewerb. Lindsay verlässt den Matheclub schließlich wieder, weil sie merkt, dass sie dort nicht mehr hinein passt; sie trifft sich wieder mit den Freaks. Sam versucht indes Cindy mit einer neuen Frisur zu beeindrucken, was ihm allerdings misslingt. Er beschließt sich attraktiver zu kleiden und kauft einen hellblauen Jumpsuit („Parisian Night Suit“), der als die neue Mode aus Europa angepriesen wird. Sam, der zunächst von seinen neuen Kleidung total überzeugt ist, muss feststellen, dass er von den Schülern ausgelacht wird und nur negative Aufmerksamkeit auf sich zieht. Herr Rosso spricht mit ihm über innere Sicherheit und Selbstwertgefühl. |                                 |                                         |                      |                                           |                     |                                                                     |
| 12 | Das Geheimnis der Fernbedienung | The Garage Door (a.k.a. Tries and Lies) | 13. März 2000        | 18. Mai 2002                              | Bryan Gordon        | Gabe Sachs, Jeff Judah & Patty Lin                                  |
| Sam trifft im Einkaufszentrum zufällig Neals Vater, den er wenige Sekunden zuvor erwischt hat, wie er eine fremde Frau umarmt. Sam verdächtigt Neals Vater, seine Frau bzw. Neals Mutter zu betrügen. Obwohl er keine falschen Anschuldigungen machen will, erzählt er es zunächst Bill und dann später Sam. Kurz darauf findet Neal eine unbekannte Garagentor-Fernbedienung im Auto seines Vaters. Gemeinsam stellen die Geeks Nachforschungen an, um herauszufinden, was es damit auf sich hat. Sie können die passende Garage nicht finden. Neal, der allein in tiefer Nacht noch weiter sucht, findet ein Garagentor vor, das sich per Fernbedienung öffnet und in dem das Auto seines Vaters geparkt ist. In der Schule verliebt sich Ken in Amy, eine Tubaspielerin, die beim Marching Band der McKinley High School mitspielt. Die Freaks gehen zusammen mit Amy zu einer Lasershow, bei der sich Ken und Amy küssen. |                                 |                                         |                      |                                           |                     |                                                                     |
| 13 | Erdnüsse und andere Drogen      | Chokin’ and Tokin'                      | 20. März 2000        | 25. Mai 2002                              | Miguel Arteta       | Judd Apatow                                                         |
| Lindsay raucht zum ersten Mal Marihuana, bevor ihr einfällt, dass sie auf das Kind ihrer Nachbarn aufpassen muss. Da sie sich nicht in der Lage fühlt, sich um das Kind zu kümmern, ruft sie ihre Freundin Millie zu Hilfe. Millie kümmert sich nicht nur um das Kind, sondern auch um Lindsay, die mit den Folgen des Kiffens zu kämpfen hat. Im Unterricht erzählt Bill, dass er gegen Erdnüsse allergisch ist, die tödlich für ihn enden kann. Alan glaubt nicht an Bills Aussagen und versteckt in der Schulpause mehrere Erdnüsse in Bills Sandwich. Bill, der von Alans perfiden Plan nichts mitbekommen hat, beißt in seinem Sandwich hinein und muss kurz darauf ins Krankenhaus eingeliefert werden. |                                 |                                         |                      |                                           |                     |                                                                     |
| 14 | Ein Sportlehrer zum Frühstück   | Dead Dogs and Gym Teachers              | 10. Okt. 2000        | 1. Juni 2002                              | Judd Apatow         | Judd Apatow & Bob Nickman                                           |
| Lindsay und Kim überfahren eines Nachts versehentlich Millies Hund. Millie ist von dem Tod ihres Hundes sehr erschrocken. Lindsay will Millie die Wahrheit sagen, aber Kim droht ihr, wenn Lindsay die Wahrheit sagt. Kim fühlt sich dennoch schuldig, freundet sich mit Millie an und bittet sie, die Freaks zu einem Konzert der britischen Rockband The Who zu begleiten. In der Zwischenzeit bringt Nick sich selbst das Gitarrenspiel bei und schreibt eine Liebesballade für Lindsay. Bill, der bereits eine schwierige Beziehung mit seinem Sportlehrer hat, ist am Boden zerstört, als er erfährt, dass seine Mutter mit ihm zusammen ist. |                                 |                                         |                      |                                           |                     |                                                                     |
| 15 | Da geht der Punk ab             | Noshing and Moshing                     | 17. Okt. 2000        | 8. Juni 2002                              | Jake Kasdan         | J. Elvis Weinstein                                                  |
| Daniel hält seinen Alltag nicht mehr aus, er hat Familienprobleme und ist von seiner Freundin Kim genervt. Er fühlt sich zu Jenna Zank hingezogen, einer Schulabbrecherin, die in der Punkszene aktiv ist. Um sie zu beeindrucken, verändert Daniel sein Aussehen und trifft sie bei einem Punkkonzert. Währenddessen versucht Neal, mit der Erkenntnis fertig zu werden, dass sein Vater untreu ist. Er überlegt, ob er es seiner Mutter sagen soll. Er verliert das Interesse an der Schule und konzentriert seine ganze Energie auf seine neue Bauchredner-Show. Er beichtet die Situation seinem älteren Bruder Barry. Barry rät seinem Bruder, es geheim zu halten. Auf der Party, die sein Vater alljährlich für seine Patienten veranstaltet, ist Neal gezwungen, seine Bauchredner-Show aufzuführen. Neal macht böse Witze über die Gäste – und über seinen Vater. Neal, der von seiner Mutter konfrontiert wird, erzählt ihr unter Tränen von der Affäre seines Vaters. Seine Mutter gibt zu, dass sie es schon lange weiß – sie und ihr Mann wollen das Problem angehen. Derweil verschwinden Lindsay und Barry von der Party, und die beiden küssen sich. In der Zwischenzeit verliert Daniel das Interesse an Jenna, als er sieht, wie sie einen anderen küsst; er trifft sich wieder mit Kim. |                                 |                                         |                      |                                           |                     |                                                                     |
| 16 | Knutschen will gelernt sein     | Smooching and Mooching                  | 8. Juli 2000         | 15. Juni 2002                             | Jake Kasdan         | Steve Bannos                                                        |
| Nick hat die Schule vernachlässigt und schlechte Noten erhalten, sodass Nicks Vater es für nötig hielt, Nicks Schlagzeug zu verkaufen. Nick ist sauer auf seinen Vater und verlässt das Haus. Er verbringt die Nacht bei Daniel und darf bei den Weirs wohnen. Harold Weir nimmt Nick unter seine Fittiche. Er ermutigt Nick nicht nur zu seiner Leidenschaft zum Schlagzeugspielen, sondern auch dazu, sich selbst ein wenig mehr anzustrengen. Er bezahlt Nick sogar seine erste Schlagzeugstunde und bietet ihm einen Teilzeitjob an. Lindsay freut sich zwar, dass Nick aufblüht, ist aber verärgert darüber, dass ihre Eltern sich mehr für Nick engagieren und ihm mehr Unterstützung anbieten als für ihre Tochter. In der Zwischenzeit erfährt Sam, dass Cindy mit Todd Schluss gemacht hat. Cindy gesteht gegenüber Bill, dass sie in Sam verknallt ist. Bill soll Sam überreden, Cindy zu einer Party einzuladen, was Sam nach kurzen Zögern auch macht. Die Geeks erfahren, dass es eine Knutschparty (engl. kiss party) ist. Während Sam und Bill verzweifelt sind, ist Neal davon hocherfreut. Neal, der sich extra für die Party vorbereitet hat, indem er im Vorfeld das Flaschendrehen sehr viel übte, geht bei der Party leer aus. Bill küsst auf der Party die Cheerleaderin Vicki, Sam küsst sich mit Cindy. |                                 |                                         |                      |                                           |                     |                                                                     |
| 17 | Der kleine Unterschied          | The Little Things                       | 8. Juli 2000         | 6. Juli 2002                              | Jake Kasdan         | Teleplay: Jon Kasdan Handlung: Jon Kasdan, Judd Apatow & Mike White |
| Mit Cindy auszugehen, ist alles andere als das, was Sam sich vorgestellt hat, denn Cindy erweist sich als egozentrisch und interessenlos. Ken erfährt von seiner Freundin Amy, dass sie als intersexuelle Frau geboren wurde, er stellt daraufhin seine sexuelle Orientierung mit all seinen Facetten in Frage. Er ist mit der Situation überfordert und trennt sich von ihr. Ken streitet sich mit seinen Freunden; Amy fühlt sich von den Freaks bloßgestellt. Bei einem zufälligen Treffen zwischen Ken und Sam, weiß Sam die richtigen Worte zu wählen. Ken bekräftigt gegenüber Amy seine Zuneigung zu ihr, während Sam mit Cindy Schluss macht. All dies geschieht, während Vizepräsident George Bush die Schule besucht. Herr Rosso wählt Lindsay aus, um ihr die Möglichkeit zu geben, die erste Frage während einer Schulveranstaltung an dem Vizepräsidenten zu richten. Bushs Berater untersagen jedoch ihre geplante Frage und verlangen, dass sie stattdessen nach seinem Lieblingsrestaurant fragen soll. Sie widersetzt sich den Anweisungen und stellt ihm die Frage, warum er Angst vor einem ehrlichen Gespräch hat. |                                 |                                         |                      |                                           |                     |                                                                     |
| 18 | Disco, Rock und Einstein        | Discos and Dragons                      | 8. Juli 2000         | 13. Juli 2002                             | Paul Feig           | Paul Feig                                                           |
| Durch Zufall finden Lindsay und die Freaks heraus, dass Nick mit Sara zusammen ist und sie ihm das Tanzen für einen bevorstehenden Disco-Wettbewerb beigebracht hat. Daniel, der Angst hat, bei einem weiteren Test durchzufallen, wird dabei erwischt, wie er versucht, den Feueralarm auszulösen. Zur Strafe wird er gezwungen, der Video AG beizutreten – einer Gruppe, die ausschließlich aus Geeks und deren Freunden besteht. Sie reagieren zunächst abweisend auf seine Teilnahme, laden ihn aber später zu einer Partie Dungeons & Dragons ein. Daniel kommt bei den Geeks sehr gut an. Indes erhält Lindsay – aufgrund sehr guten Noten – eine Einladung zu einem Lehrveranstaltung an der University of Michigan, das im Sommer für zwei Wochen stattfindet. Gegenüber Herrn Rosso gesteht sie den immensen Druck, den sie seit einiger Zeit erlebt. Er schenkt ihr zur Unterstützung das Album American Beauty der Band Grateful Dead, und sie findet Gefallen an der Musik. Sie täuscht vor, mit dem Bus zur Universität zu fahren, steigt aber an der nächsten Haltestelle aus, wo sie u. a. auf Kim trifft. Gemeinsam fahren sie nach Colorado, wo mehrere Konzerte der Grateful Dead stattfinden werden. |                                 |                                         |                      |                                           |                     |                                                                     |

## Rezeption
Für einige der Schauspieler war die an verschiedenen Orten in Kalifornien gedrehte Serie der Beginn ihrer Film-Karriere, so etwa für James Franco (Spider-Man 1–3), Jason Segel (Nie wieder Sex mit der Ex, How I Met Your Mother), Linda Cardellini (Scooby-Doo, Brokeback Mountain, Emergency Room – Die Notaufnahme) und Seth Rogen (Donnie Darko, Jungfrau (40), männlich, sucht…, Beim ersten Mal).
Neben vielen anderen Filmpreisen wie dem Young Artist Awards wurde die Serie auch für drei Emmys nominiert und gewann einen in der Kategorie Bestes Casting einer Fernsehserie. Inzwischen hat die Dramedy in den USA einen gewissen Kultstatus erreicht, so wurde sie unter anderem 2007 vom Magazin Time in einer Liste der 100 besten Fernsehserien aller Zeiten aufgeführt.